# Poeciloneuron indicum
Poeciloneuron indicum är en tvåhjärtbladig växtart som beskrevs av Richard Henry Beddome. Poeciloneuron indicum ingår i släktet Poeciloneuron och familjen Calophyllaceae. Inga underarter finns listade i Catalogue of Life.

## Bildgalleri

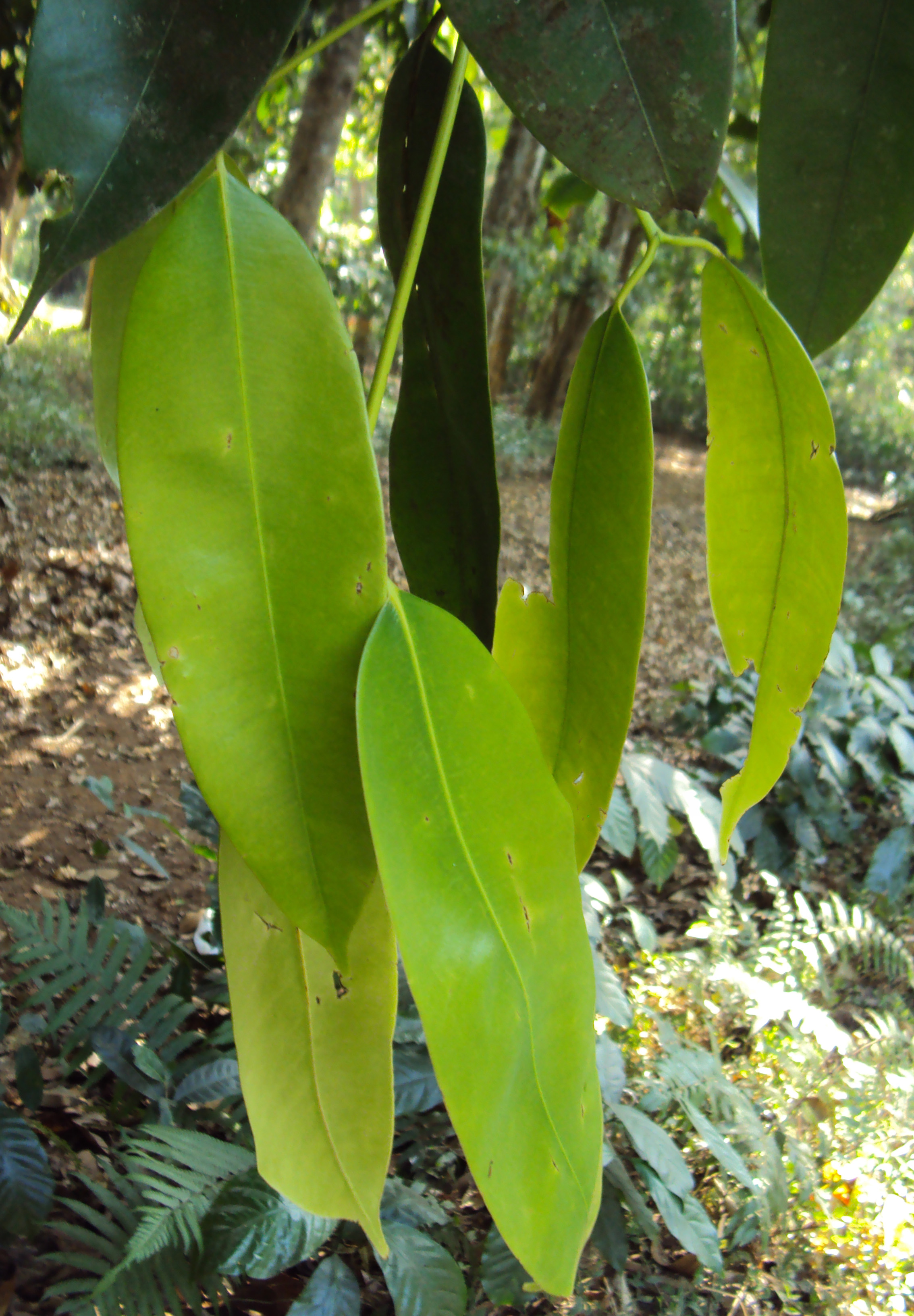